# Aix-en-Othe
Aix-en-Othe is een plaats en voormalige gemeente in het Franse departement Aube in de regio Grand Est. De plaats maakt deel uit van het arrondissement Troyes.

## Geschiedenis
Op 1 januari 2016 fuseerde Aix-en-Othe met Palis en Villemaur-sur-Vanne tot de commune nouvelle Aix-Villemaur-Palis, waarvan Aix-en-Othe de hoofdplaats werd.

## Geografie
De oppervlakte van Aix-en-Othe bedraagt 34,8 km², de bevolkingsdichtheid is 61,2 inwoners per km².
De onderstaande kaart toont de ligging van Aix-en-Othe met de belangrijkste infrastructuur en aangrenzende gemeenten.

## Demografie
Onderstaande figuur toont het verloop van het inwonertal.
Vanwege een beveiligingsprobleem met de MediaWiki Graph-software is het momenteel niet mogelijk deze grafiek weer te geven. Zodra de software is bijgewerkt zal de grafiek vanzelf weer zichtbaar worden.